# Dell Axim
Dell Axim est une famille d'assistants personnels inclus dans la gamme de Pocket PC sous Windows Mobile fabriqués et commercialisés par Dell. LE premier modèle Axim X5 est introduit en 2002 et la production du dernier modèle l'Axim X51 a été arrêté en avril 2007,.

## Spécifications
| Modèle        | Année | RAM (MiB) | ROM (MiB) | Slots     | CPU                 | MHz |                      | OS                     | WiFi    | Bluetooth | Informations |
| ------------- | ----- | --------- | --------- | --------- | ------------------- | --- | -------------------- | ---------------------- | ------- | --------- | ------------ |
| X5            | 2002  | 32        | 32        | 1CFII,1SD | Intel XScale PXA250 | 300 | 240 x 320            | PPC2002/WM2003         | Non     | Non       |              |
| X5 high end   | 2002  | 64        | 48        | 1CFII,1SD | Intel XScale PXA255 | 400 | 240 x 320            | PPC2002/WM2003         | Non     | Non       |              |
| X3 Basic      | 2003  | 32        | 32        | 1SD       | Intel XScale PXA263 | 300 | ?                    | WM2003                 | Non     | Non       |              |
| X3 Advanced   | 2003  | 64        | 64        | 1SD       | Intel XScale PXA263 | 400 | ?                    | WM2003                 | Non     | Non       |              |
| X3i           | 2003  | 64        | 64        | 1SD       | Intel XScale PXA263 | 400 | ?                    | WM2003                 | 802.11b | Non       |              |
| X30 low-end   | 2004  | 32        | 32        | 1SD       | Intel XScale PXA270 | 312 | 3.5" QVGA TFT 16-Bit | WM2003SE               | Non     | Non       |              |
| X30 mid-range | 2004  | 64        | 64        | 1SD       | Intel XScale PXA270 | 312 | 3.5" QVGA TFT 16-Bit | WM2003SE               | 802.11b | 1.1       |              |
| X30 high-end  | 2004  | 64        | 64        | 1SD       | Intel XScale PXA270 | 624 | 3.5" QVGA TFT 16-Bit | WM2003SE               | 802.11b | 1.1       |              |
| X50 Standard  | 2004  | 64        | 64        | 1CFII,1SD | Intel XScale PXA270 | 416 | QVGA                 | WM2003SE/WM5/WM6/WM6.1 | Non     | Oui       |              |
| X50 Advanced  | 2004  | 64        | 128       | 1CFII,1SD | Intel XScale PXA270 | 520 | QVGA                 | WM2003SE/WM5/WM6/WM6.1 | 802.11b | Oui       |              |
| X50v          | 2004  | 64        | 128       | 1CFII,1SD | Intel XScale PXA270 | 624 | VGA                  | WM2003SE/WM5/WM6/WM6.1 | 802.11b | 1.2       |              |
| X51 low-end   | 2005  | 64        | 128       | 1CFII,1SD | Intel XScale PXA270 | 416 | 3.5" QVGA LCD 16-Bit | WM5/WM6/WM6.5          | Non     | 1.2       |              |
| X51 mid-range | 2005  | 64        | 128       | 1CFII,1SD | Intel XScale PXA270 | 520 | 3.5" QVGA LCD 16-Bit | WM5/WM6/WM6.5          | 802.11b | 1.2       |              |
| X51v          | 2005  | 64        | 256       | 1CFII,1SD | Intel XScale PXA270 | 624 | 3.7" VGA LCD 16-Bit  | WM5/WM6/WM6.1/WM6.5    | 802.11b | 1.2       |              |